# Kampf um Atlantis
Kampf um Atlantis (Originaltitel: Il conquistatore di Atlantide) ist ein italienischer Sandalenfilm aus dem Jahr 1965. Die deutschsprachige Erstaufführung fand dreißig Jahre später im Fernsehen statt.

## Handlung
Herkules strandet nach einem Schiffbruch an einer unbekannten Küste. Völlig entkräftet wird er von der Wüsten-Prinzessin Virna gefunden und gepflegt. Bei einem nächtlichen Angriff wird diese entführt. Herkules macht sich auf die Suche nach ihr und findet sie in der „Stadt der Toten“, wo Virna zur Thronfolgerin der dahinscheidenden Königin Ming herangezogen werden soll und Atlantis zu neuer Weltherrschaft führen soll.
Herkules wird von Mings Amazonengarde gefangen genommen und soll nach einer Umwandlung als Teil von Mings Häscherarmee das Schicksal vieler Wüstenbewohner teilen. Unter Einsatz seiner Muskeln kann er das verhindern.

## Kritik
„Verschnitt aus Fantasy-Elementen und "Muskel und Sandalen"-Film. Trivialunterhaltung auf niedrigstem Niveau.“

## Bemerkungen
- Der Film spielte in Italien 176 Millionen Lire ein[2]. Außenaufnahmen fanden unter anderem in Ägypten statt; die ägyptische Copro Film war an der Herstellung beteiligt.[3]
- Seine italienische Premiere erlebte Kampf um Atlantis am 1. April 1965.[4] Im deutschen Fernsehen wurde er erstmals am 13. Mai 1995 bei VOX ausgestrahlt.[1]